# Niágara Falls, from the American Side, 1867 (Frederic Edwin Church)
Niagara Falls, from the American Side, 1867, en su título original en inglés, es una obra del pintor paisajista estadounidense Frederic Edwin Church, uno de los principales representantes de la Escuela del río Hudson.                                                                                                                                                                                                                              

## Introducción
En el siglo XIX, varios artistas estadounidenses habían tratado de representar la fuerza y la belleza de las Cataratas del Niágara, considerada la maravilla natural más importante de América del Norte, superior a cualquier fenómeno natural en Europa. Anteriormente, Frederic E. Church había hecho bocetos, estudios y dos interesantes pinturas sobre papel, que sirvieron como preparación para su gran lienzo Vista del Niágara (1857), considerado su obra más importante hasta aquel momento. Diez años más tarde de aquella obra, Church volvió a este tema con el presente lienzo, aunque desde una perspectiva muy diferente.

## Análisis de la obra
- Pintura al óleo sobre lienzo; 257,5 x 227,3 cm.; año1867; Galería Nacional de Escocia, Edimburgo
- Firmado: "F.E.Church 1867"

Los únicos estudios de esta vasta pintura son una fotografía de color sepia, y una pequeña obra del propio F.E. Church, titulada At the Base of the American Falls, Niagara,1856. En esta composición del año 1867. F.E.Church elimina pasarelas, vallas, barcos y cualquiera de los otros elementos que la industria turística ya había instalado en este lugar. F.E. Church coloca al espectador en el mismo borde de la cascada, frente a la Goat Island. En la parte inferior se ven las Horseshoe Falls, en el lado canadiense. Tanto la pequeña y estropeada plataforma de la izquierda -que es una invención del artista-, como las dos minúsculas figuras -posiblemente su amigo el escultor Erastus Dow Palmer y su hija Madeleine- sirven para enfatizar el abrumador poder del agua.
Aunque este lienzo es de una medida superior a la anterior "Vista del Niágara (1857)", tal vez es menos ambicioso, porqué da una visión tradicional de las cascadas, en lugar de ofrecer una perspectiva innovadora. Es particularmente impresionante el efecto de la espuma y de la niebla, tanto en el medio como en la base de las cascadas del lado estadounidense, que tiene un paralelismo en la niebla de las cascadas del lado canadiense, en la distancia. En primer plano hay un magnífico estudio de las piedras, que F.E. Church representa húmedas y centelleantes debido a las gotas de agua. La parte izquierda del primer plano está en una media sombra, pero en el lado derecho se insinúa la base de un arcoíris, que contrasta con el verde brillante de las algas que crecen en las rocas. Al igual que en la mencionada versión anterior de este tema, el celaje es insignificante, debido al horizonte muy alto. Cabe señalar que este lienzo es el la obra más importante de F.E. Church en Europa.